# General Madariaga (partido)
General Juan Madariaga (Partido de General Juan Madariaga) is een partido in de Argentijnse provincie Buenos Aires. Het bestuurlijke gebied telt 18.286 inwoners.

## Plaats in partido General Madariaga
- General Juan Madariaga